# Dinosaur Revolution
Dinosaur Revolution é um documentário de quatro partes natureza americana produzida por diferenças criativas. Ele utiliza imagens geradas por computador para retratar dinossauros e outros animais da era Mesozoica. O programa foi originalmente exibido no Discovery Channel e Discovery Science.
Dinosaur Revolution foi lançada com críticas mistas, com alguns citando a qualidade de sua animação e uma falta de seriedade em seu tom como razões para críticas. Foi, no entanto, elogiado por seu conteúdo educacional e energia geral.

## Lista De Episódios
"O início de uma nova era"
Eoraptor

Postossucos
"Romeu e Julieta"
Estegossauro

Pterodáctilo

Compsóganto

Coritossauro
"O novo dinossauro"
Diplodóco

Braquiossauro

Apatossauro

Stygimoloch
"Um primo distante"
Euoplocefálo

Edmontossauro

Dromaeossauro

Quetzalcoatlus
"Cabeça com três chifres"
Tricerátopo

Espinossauro

Tiranossauro

Anquilossauro
"O fim, é apenas um começo"
Parassaurolófo

Estiracossauro

Paquicefalossauro

Velociráptor